# 國家美術館 (泰國)

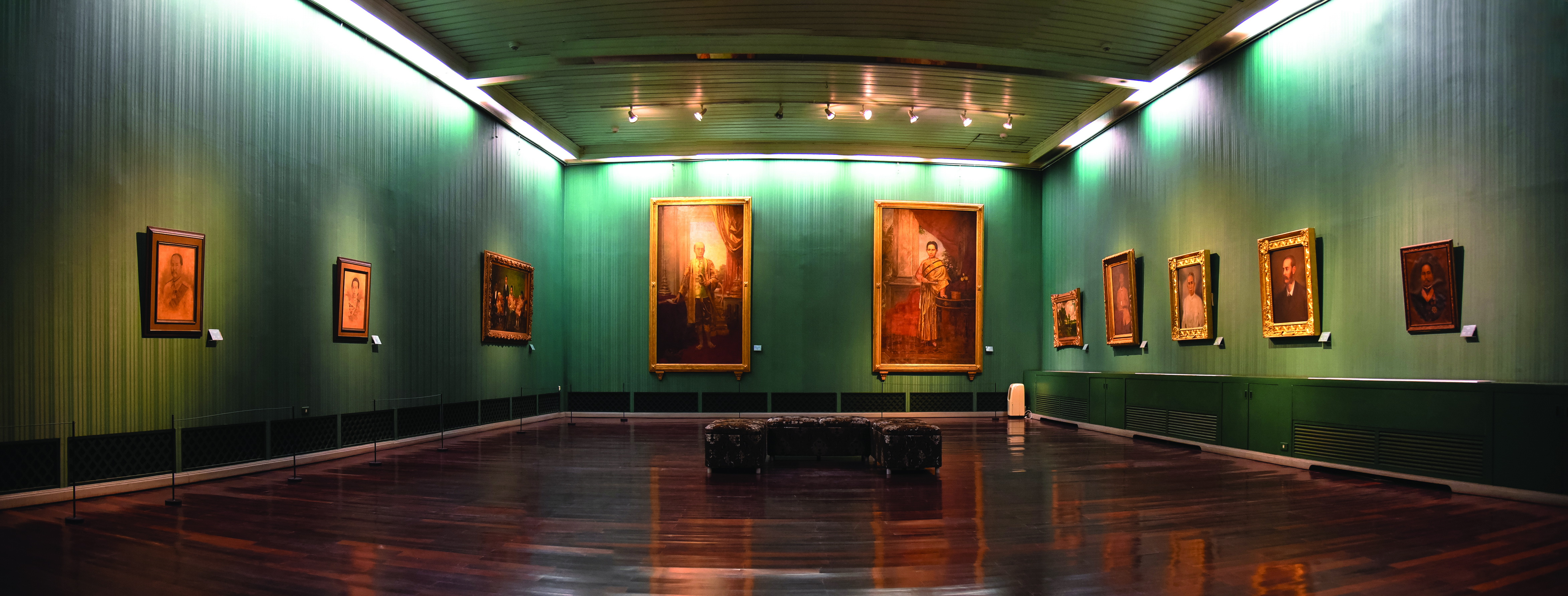
國家美術館內部

國家美術館  是泰國的國家博物館之一，位於拍那空縣。美術館利用舊泰國皇家造幣局建築作為展館。

## 外部連結
- Thailand Museum - National Gallery （页面存档备份，存于） （英語）